# Antonino Zichichi
Antonino Zichichi [antoˈniːno dziˈkiːki] (Trapani, Italia, 1929) es un físico italiano.Pionero en la física nuclear, profesor de física avanzada en la Universidad de Bolonia, fue el presidente del INFN (Istituto Nazionale di Fisica Nucleare) de 1977 a 1982. Dirigió varios experimentos de física de partículas elementales. Fundó y dirigió desde 1963, el Centro de Cultura Científica "Ettore Majorana" de Erice. En 1980, defendió con firmeza la instalación del Laboratorio Nacional del Gran Sasso. Desde 1986 es presidente del World Lab, una asociación que apoya proyectos científicos en los países del tercer mundo.
También ha sido Presidente de la European Physical Society, del NATO Science Committee for Disarmament Technology, de la World Federation of Scientists y del “Enrico Fermi Center”.
Es autor de once libros y casi un millar de publicaciones científicas, en solitario o en colaboración. También ha escrito obras de divulgación científica y de relaciones entre ciencia y fe.
Ha recibido premios y grados honoríficos de universidades e instituciones académicas en Italia y en muchos otros países, incluyendo Argentina, China, Georgia, Alemania, Polonia, Rumania, Ucrania y EE. UU.

### Como editor
- Antonino Zichichi, ed. (2003). Electromagnetic probes of fundamental physics: Erice, Italy, 16-21 October 2001. World Scientific. ISBN 9789812385666.
- Antonino Zichichi, ed. (2003). From quarks and gluons to quantum gravity: proceedings of the International School of Subnuclear Physics. World Scientific. ISBN 9789812386137.
- Antonino Zichichi, ed. (2007). Towards new milestones in our quest to go beyond the standard model: proceedings of the International School of Subnuclear Physics. World Scientific. ISBN 9789812779113.
- Antonino Zichichi, ed. (2008). The logic of nature, complexity and new physics: from quark-gluon plasma to superstrings, quantum gravity and beyond. World Scientific. ISBN 9789812832450.
- Antonino Zichichi, ed. (2006). International Seminar on Nuclear War and Planetary Emergencies, 34th session. World Scientific. ISBN 9789812567390.
- Antonino Zichichi, ed. (2008). International Seminar on Nuclear War and Planetary Emergencies, 38th session. World Scientific. ISBN 9789812834638.

### Como autor
- Antonino Zichichi (1993). Scienza ed emergenze planetarie: il paradosso dell'era moderna. Rizzoli. ISBN 9788817842860.
- Antonino Zichichi (1994). L'infinito. Rizzoli. ISBN 9788817138338.
- Antonino Zichichi (2000). Scienza ed emergenze planetarie. I pericoli dell'uso nefasto della scienza nonostante le sue grandi conquiste. Rizzoli. ISBN 9788817258746.
- Antonino Zichichi (1999). Creativity in science. World Scientific. ISBN 9789810240455.
- Antonino Zichichi (2001). Subnuclear Physics. The first 50 years: Highlights from Erice to ELN. World Scientific. ISBN 978-981-02-4123-0.
- Antonino Zichichi (2000). L'irresistibile fascino del tempo: dalla resurrezione di Cristo all'universo subnucleare. Saggiatore. ISBN 9788842808558.
- Antonino Zichichi (2001). Galilei divin uomo. Saggiatore. ISBN 9788842809432.
- Antonino Zichichi (2003). Il vero e il falso. Saggiatore. ISBN 9788842810780.
- Antonino Zichichi (2004). Galilei: dall'ipse dixit al processo di oggi: 100 risposte. Saggiatore. ISBN 9788842811749.
- Antonino Zichichi (2005). Tra fede e scienza: da Giovanni Paolo II a Bendetto XVI. Saggiatore. ISBN 9788842813101. (requiere registro).
- Antonino Zichichi (2006). Perché io credo in Colui che ha fatto il mondo: tra fede e scienza. Saggiatore. ISBN 9788842812296.
- Antonino Zichichi. (2011). Giovanni Paolo II. Il Papa Amico della Scienza, Tropea Editore, ISBN 88-558-0180-5

## Honores

### Eponimia
- 3951 Zichichi

### Críticas
- Zichicche I e Zichicche II de Piergiorgio Odifreddi
- Recensione 1
- Recensione 2
- Recensioni critiche del libro "Galilei Divin Uomo":

1. Parte I e Parte II, recensione di Elio Fabri, docente de Física, Univ. de Pisa
2. , recensione di Enrico Bellone, docente de Historia de la Ciencia, Univ. de Padua

- Recensioni critica del libro "Perché io credo in Colui che ha fatto il mondo":

1. "Dagli amici si guardi Iddio", recensione di Piergiorgio Odifreddi
2. "Quando la scienza diventa dogma", recensione di Paolo Dune

- Radio1 -Baobab (enlace roto disponible en Internet Archive; véase el historial, la primera versión y la última). Intervista radiofónica che ha come oggetto i mutamenti climatici e le responsabilità umane. 
Partecipano il prof. Guido Visconti esperto di fisica dell'atmósfera e di eventi severi e il prof. Zichichi.
- Resoconto di Roberto Renzetti - 1978 A. Zichichi interviene in un dibattito accademico sull'insegnamento della fisica nucleare nella scuola italiana e viene aspramente criticato dal físico teorico Bruno Touschek.
- Articolo pubblicato su Quale Energia, n.s., 9/10, 1984 Il ruolo delle scoperte di Einstein nella storia della scienza. La tesi sostenuta nell'articolo è a più riprese caldeggiata nei suoi interventi televisivi ancora oggi, allorquando Einstein è stato consacrato dalla comunità scientifica mondiale, il più grande físico del XX secolo.

- Datos: Q574317
- Multimedia: Antonino Zichichi / Q574317